# Anton Ruttner
Anton Ruttner (* 19. Juni 1911 in Eger, Böhmen; † 18. September 2006) war ein österreichischer Geologe. Er war Leiter der Geologischen Bundesanstalt (GBA) in Wien.
Anton Ruttner besuchte Schulen in Melk, St. Pölten und Wien und begann nach der Matura sein Geologiestudium in Wien. Das Studium schloss er im Frühjahr 1938 in Innsbruck ab und begann im selben Jahr seine Tätigkeit an der GBA, wo er zunächst mit Fragestellungen der angewandten Geologie befasst war. Von 1941 bis 1945 arbeitete er als Wehrgeologe in Polen, der Ukraine und in Böhmen. Zurück in Österreich widmete er sich verstärkt der Suche nach Steinkohle. Ab 1961 war er Teil eines Expertenteams, das im Iran einen Geologischen Dienst aufbaute. Anton Ruttner war von 1969 bis zu seinem Ruhestand 1973 Leiter der Geologischen Bundesanstalt in Wien. Von 1973 bis 1974 war er Vorsitzender der Geologischen Gesellschaft in Wien.
Anton Ruttner war Sohn des Limnologen Franz Ruttner (1882–1961). Seine Brüder Hans (1919–1979, Absolvent der Universität für Bodenkultur Wien) und Friedrich (1914–1998, Bienenkundler) gründeten 1946 in Lunz das Institut für Bienenkunde. Seine Frau Agnes Ruttner-Kolisko (1911–1991) war eine bekannte Biologin. Sie hatten fünf Kinder.